# Chimnabai I
Maharani Chimnabai I (1864-7 de mayo de 1885) fue una reina y la primera esposa de Maharajá Sayaji Rao Gaekwad III del estado principesco de Baroda (ahora en Guyarat ), India británica. Sayaji Rao construyó varios monumentos en su memoria después de su temprana muerte.

## Biografía
Chimnabai nació Lakshmibai en una familia mahratta de sus padres Shrimant Sardar Haibat Rao Sahib Chavan Mohite y Nagamma Bai Sahib Mohite en 1864. Su padre era Amirrao de Tanjore y conocido como Daji Sahib. Su madre era hija de Sri Abaji Rao Ghatge, Serjirao, de Tanjore. Lakshmibai, junto con sus dos hermanas, fueron adoptadas por la princesa Vijaya Mohana (1845–1885), hija de Sivaji, el último maharajá de Tanjore. No hay muchos detalles sobre su vida. Fue educada en el Fuerte Tanjore. Tenía entrenamiento en la danza Sadir Attam y tocaba la vina. Como dote, un grupo de danza de Sadir Attam fue enviado con ella a Baroda, que introdujo la forma de danza allí.
Cambió su nombre a Chimnabai I cuando se casó con Sayajirao Gaekwad III del estado de Baroda el 6 de enero de 1880. Tuvieron dos hijas y un hijo. Ambas de sus hijas; Bajubai (1881–1883) y Putlabai (1882–1885); murió a una edad temprana.
Sayajirao y Chimnabai colocaron la primera piedra de la actual residencia real de la familia Gaekwad. El palacio se llama Palacio Lakshmi por su nombre de nacimiento Lakshmi.
Murió el 7 de mayo de 1885 por complicaciones relacionadas con el embarazo. Después del nacimiento de Fatehsingh Rao (n. 1883), ella murió debido a complicaciones relacionadas con el embarazo. Según Hirschfeld J., murió de tuberculosis.

## Monumentos
Sayajirao Gaekwad III construyó la torre del reloj en el área de Raopura de Vadodara y la nombró Torre del reloj Chimnabai (1896) en su memoria.
Se construyó un mercado de verduras cerca del lago Sursagar y se denominó 'Mercado Maharani Chimnabai', que luego se utilizó como ayuntamiento. El edificio luego se convirtió en una corte imperial llamada Maharani Chimnabai Nyay Mandir. Una estatua de mármol blanco de la reina se coloca en la sala principal del Nyay Mandir.
Como Chimnabai había muerto debido a complicaciones relacionadas con el embarazo, Sayajirao construyó un hospital en 1885 en Baroda para el bienestar y el parto seguro de otras mujeres del estado. El hospital fue nombrado Hospital Dufferin ya que fue inaugurado por Lord Dufferin, el entonces gobernador de la Presidencia de Bombay. En la actualidad, el hospital se conoce como Hospital General Sir Sayajirao.
Sayajirao construyó un lago en el pueblo de Kadarpur cerca de Kheralu en memoria de Chimnabai I y lo llamó lago Chimnabai. La construcción se inició en 1898 y se completó en 1905. Tiene una capacidad de almacenamiento de agua de 632 millones de pies cúbicos.
Las alumnas que se han destacado en la educación médica en el Baroda Medical College son honradas con el premio que lleva el nombre de Chimnabai I.
Una estatua de mármol blanco de Chimnabai I se encuentra en el Museo y galería de imágenes de Baroda.